# Verrazzano-Narrows Bridge
Die Verrazzano-Narrows Bridge ist eine zweistöckige Hängebrücke, die die New Yorker Stadtbezirke Staten Island und Brooklyn über die Meerenge The Narrows hinweg verbindet. Die Meerenge, die von der Brücke überspannt wird, trennt die geschützte und bis nach Manhattan reichende Upper New York Bay von der seewärts hin gelegenen Lower New York Bay.
Ihre Spannweite von 1298 m zwischen den Pylonen ist 18 Meter größer als die der Golden Gate Bridge. Die Verrazzano-Narrows Bridge war deshalb ab ihrer Fertigstellung 1964 die längste Hängebrücke der Welt, bis sie 1981 von der Humber-Brücke abgelöst wurde. Seit 2023 ist sie noch die vierzehntlängste Hängebrücke der Welt und nach wie vor die längste auf dem amerikanischen Kontinent.

## Name
Die Brücke ist nach dem italienischen Seefahrer Giovanni da Verrazzano benannt, der im Jahre 1524 im Dienst des französischen Königs Franz I. als erster Europäer die New York Bay und den Hudson River erreichte. Von New Yorkern wird die Brücke häufig auch als Verrazzano Bridge oder einfach The Verrazzano bezeichnet.
Der New Yorker Gouverneur Nelson Rockefeller unterzeichnete im März 1960 ein Gesetz, das den Namen der Narrows Bridge offiziell in Verrazano-Narrows Bridge änderte. Die Namensgebung war 1951 erstmals von der Italian Historical Society of America vorgeschlagen worden und erfuhr bis 1963 keinen Widerspruch. Dann jedoch folgten der Ermordung von Präsident John F. Kennedy eine Reihe von Vorschlägen, nach dem verstorbenen Präsidenten Strukturen, Denkmäler und Gebäude in den Vereinigten Staaten zu benennen. Eine Petition zur Umbenennung der Verrazano Bridge nach Kennedy erhielt Tausende von Unterschriften. Daraufhin kontaktierte John N. LaCorte, der Präsident der Italian Historical Society of America, den Bruder des Präsidenten und Generalstaatsanwalt der Vereinigten Staaten, Robert F. Kennedy. Dieser teilte LaCorte mit, er werde dafür Sorge tragen, dass die Brücke den Namen „Verrazano“ behalte. Daher wurde der Idlewild Airport in Queens nach Kennedy umbenannt.
Zum Teil auf dem Boden von Diskriminierung von Italo-Amerikanern wurde der offizielle Name der Brücke von lokalen Nachrichtenagenturen in den Jahren nach der Widmung weitgehend ignoriert. Einige Radiosprecher und Zeitungen nannten die Brücke „Narrows Bridge“ oder „Brooklyn-Staten Island Bridge“.
Da der Seefahrer Verrazzano hieß, unterzeichnete der Gouverneur des Bundesstaats New York Andrew Cuomo ein Gesetz, durch das ab dem 1. Oktober 2018 die Brücke in Verrazzano-Narrows Bridge umbenannt ist. Dem gingen öffentliche Diskussionen über eine kostspielige Änderung der Beschilderung voraus. Seither wird der offizielle Name der Brücke mit zwei 'z' geschrieben. Auf Verkehrsschildern wird der Name im Laufe der nächsten Jahre korrigiert, wenn diese routinemäßig ausgetauscht werden.

## Beschreibung

### Allgemeines
Die Brücke gehört der Stadt New York und wird von der Triborough Bridge and Tunnel Authority betrieben, die als MTA Bridges and Tunnels (Behörde für Brücken und Tunnel) auftritt. Die Verrazzano-Narrows Bridge ist als Teil der Interstate 278 eine der wichtigsten Verbindungen in dem umfangreichen Netz von Stadtautobahnen in der Metropolregion New York. Auf der Seite von Brooklyn leitet die Brücke in den Belt Parkway und den Brooklyn-Queens Expressway über, auf der Seite von Staten Island in den Staten Island Expressway. Sie ist in Richtung Staten Island mautpflichtig. Dem modernen Mythos, dass die Mautzahlung beendet werde, wenn die Brücke abbezahlt sei, hat die MTA nachdrücklich widersprochen.
Die Doppelstockbrücke hat auf beiden Ebenen jeweils sechs Fahrstreifen, aufgeteilt in je drei pro Fahrtrichtung. Ungefähr 190.000 Fahrzeuge überqueren sie täglich. Fahrräder und Fußgänger sind nicht zugelassen. Seit 1976 ist sie jedoch der Start für den New-York-City-Marathon und seit 1979 Teil der Five Boro Bike Tour. Seit etwa 1993 gibt es Bestrebungen, einen Fuß- und Radweg in den Zwischenraum zwischen den Tragkabeln einzufügen. 2013 sagte die MTA zu, eine Machbarkeitsstudie in ihren langfristigen Finanzplan aufzunehmen.
Ihre regelmäßig mit 4176 m (13700 ft) angegebene Gesamtlänge schließt die 1310 m (4300 ft) langen Zufahrten zwischen der Brücke und der 92nd Street in Brooklyn sowie auf Staten Island die rund 1100 m (3600 ft) Zufahrt zwischen der Fingerboard Road und der Brücke ein.
Die Länge der Brücke zwischen den Ankerblöcken beträgt 2039 m (6690 ft), unterteilt in die Spannweite der Hauptöffnung von 1298 m (4260 ft) und die im Vergleich dazu relativ kurzen Spannweiten der Seitenöffnungen von 370 m (1215 ft). Die Fahrbahnträger sind 31 m breit. Die Ankerblöcke sind 40 m (130 ft) hohe, 49 m (160 ft) breite und 91 m (300 ft) lange Betonblöcke.

### Technische Einzelheiten
Die 211 m hohen Pylone stehen auf mit Granit verkleideten Betonfundamenten, die 32 bzw. 52 m tief in den Untergrund reichen. Bedingt durch die Erdkrümmung und die große Spannweite von 1298 m haben die Pylone an der Spitze einen ca. 4 cm größeren Abstand als an der Basis. Ihre vollwandigen stählernen Schäfte haben am Fuß einen Querschnitt von 15 × 11 m (49 × 36 ft) und bestehen aus 92 vertikalen Zellen mit einem Querschnitt von 1,06 × 1,06 m, die in sich überlappenden Rechtecken angeordnet sind. Bis zum Pylonkopf verjüngen sich die Schäfte auf 52 Zellen. Alle Zellen sind begehbar, in jedem Schaft befindet sich ein Aufzug bis zum Pylonkopf. Die Schäfte sind nur im obersten Bereich durch einen hohen, portalartigen Riegel und unter dem Fahrbahnträger durch einen Querriegel verbunden, die ebenfalls aus einzelnen Zellen bestehen. Die Schäfte und der Portalriegel sind aus architektonischen Gründen leicht profiliert. Um die Pylonfundamente wurden im Abstand von einigen Metern große Wälle aus Felsbrocken aufgeschüttet, die als Schiffsabweiser dienen.
Die Brücke hat vier je 91,44 cm starke Tragkabel, je zwei auf jeder Seite des Fahrbahnträgers. Sie haben einen Durchhang von 1/11 der Spannweite der Hauptöffnung. Die Tragkabel sind im Luftspinnverfahren auf der Brücke hergestellte Paralleldrahtseile. Jedes der Kabel besteht aus 26.108 einzelnen, 5 mm starken galvanisierten Drähten. 428 Drähte wurden jeweils zu 61 Strängen zusammengefasst, die in einem Sechseckprofil angeordnet und von hydraulischen Pressen zu runden Tragkabeln geformt und anschließend korrosionssicher ummantelt wurden.
Der Fahrbahnträger besteht aus konventionell konstruierten stählernen Fachwerkträgern, die für die Hauptöffnung und die Seitenöffnungen unterteilt und an den Pylonen an Pendelstäben aufgehängt sind. Ihre Breite beträgt 31,40 m zwischen den Kabelpaaren. Das obere Fahrbahndeck ist 23,80 m breit, das untere hat zwei Fahrbahnen zu je 11,30 m. Die Höhe der Fahrbahnträger zwischen der Mitte von Ober- und Untergurt beträgt 7,31 m. Zusammen mit zwei Windverbänden bilden sie einen torsionsfesten Kastenträger. Aufgrund der durch die beiden Etagen bedingten Höhe des Trägers, der für die sechs Fahrstreifen erforderlichen Breite und seines Eigengewichts hat der Träger die erforderliche Steifigkeit, ohne dass besondere Vorkehrungen gegen vom Wind verursachte Schwingungen getroffen werden mussten. Entgegen der bis dahin in Amerika üblichen Bauweise begann man mit dem Einhängen der einzelnen Abschnitte des Fahrbahnträgers nicht an den Pylonen, sondern zunächst mit dem mittleren Abschnitt. Der leicht nach oben gebogene Fahrbahnträger erleichtert seine temperaturbedingte Ausdehnung; seine Höhe über dem Wasser kann sich durch die temperaturbedingte Änderung der Längen der Tragkabel und Hänger zwischen Sommer und Winter um bis zu 3,6 m ändern. Die Fahrbahn selbst besteht aus einer Betonplatte auf einem Stahlgitterrost.
Gemäß Seekarte ist die Durchfahrtshöhe an den Pfeilern 55,8 m und in der Mitte 69,8 m. Auf den mittleren 609,6 Metern der Fahrbahn ist die Durchfahrtshöhe größer als 66,2 m. Sie ist damit um 1,2 m höher als die Golden Gate Bridge, jedoch an den Pfeilern über 9 m niedriger. Die Längsneigung der Fahrbahn auf der Verrazzano Narrows Bridge ist also wesentlich größer. Die Queen Mary 2 wurde wegen der Verrazzano-Narrows Bridge mit einem vergleichsweise kurzen Schornstein ausgestattet, so dass zwischen ihm und der Brücke in der Regel noch ca. 4 m Luft verbleiben.

## Geschichte

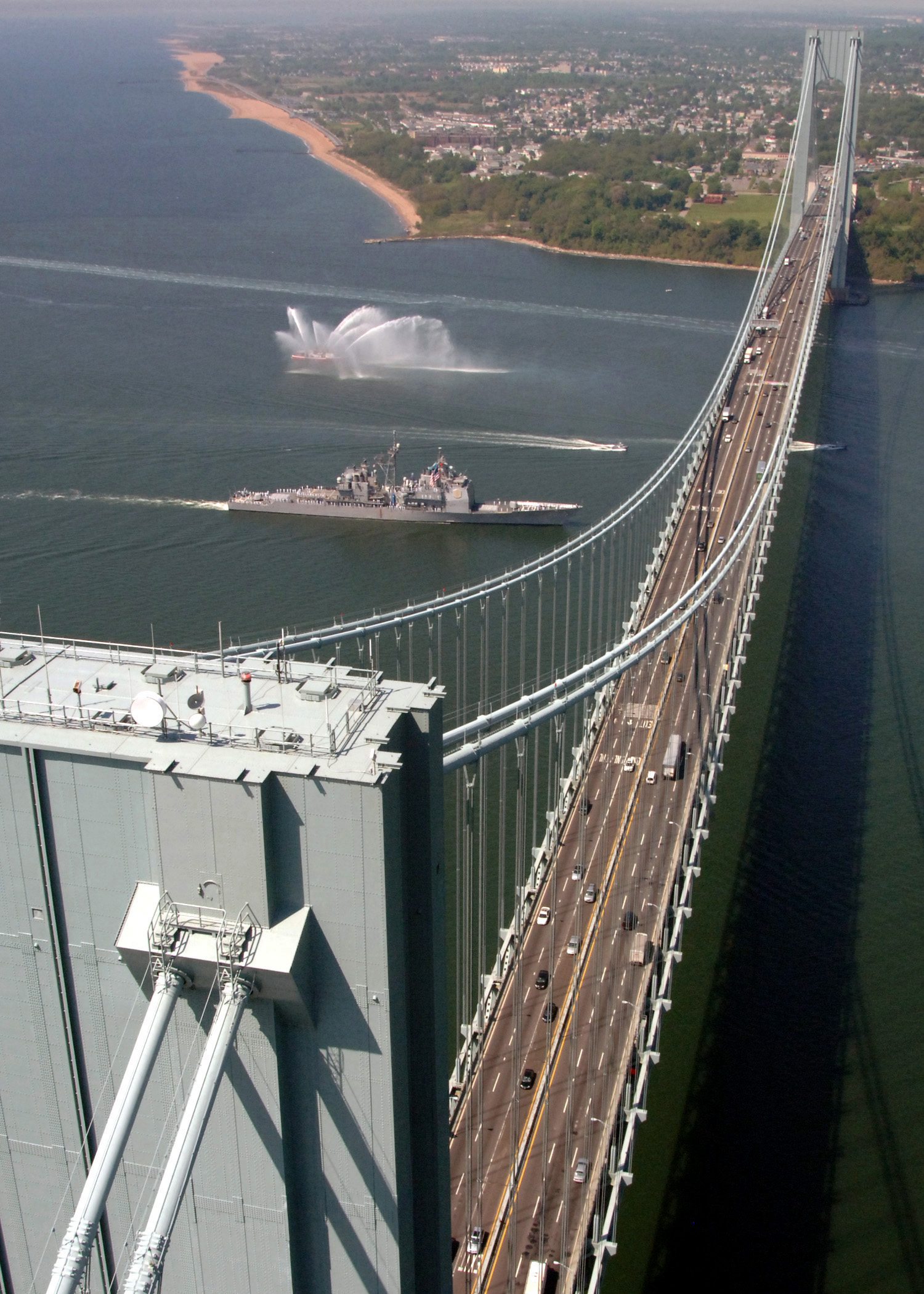
Verrazano-Narrows Bridge

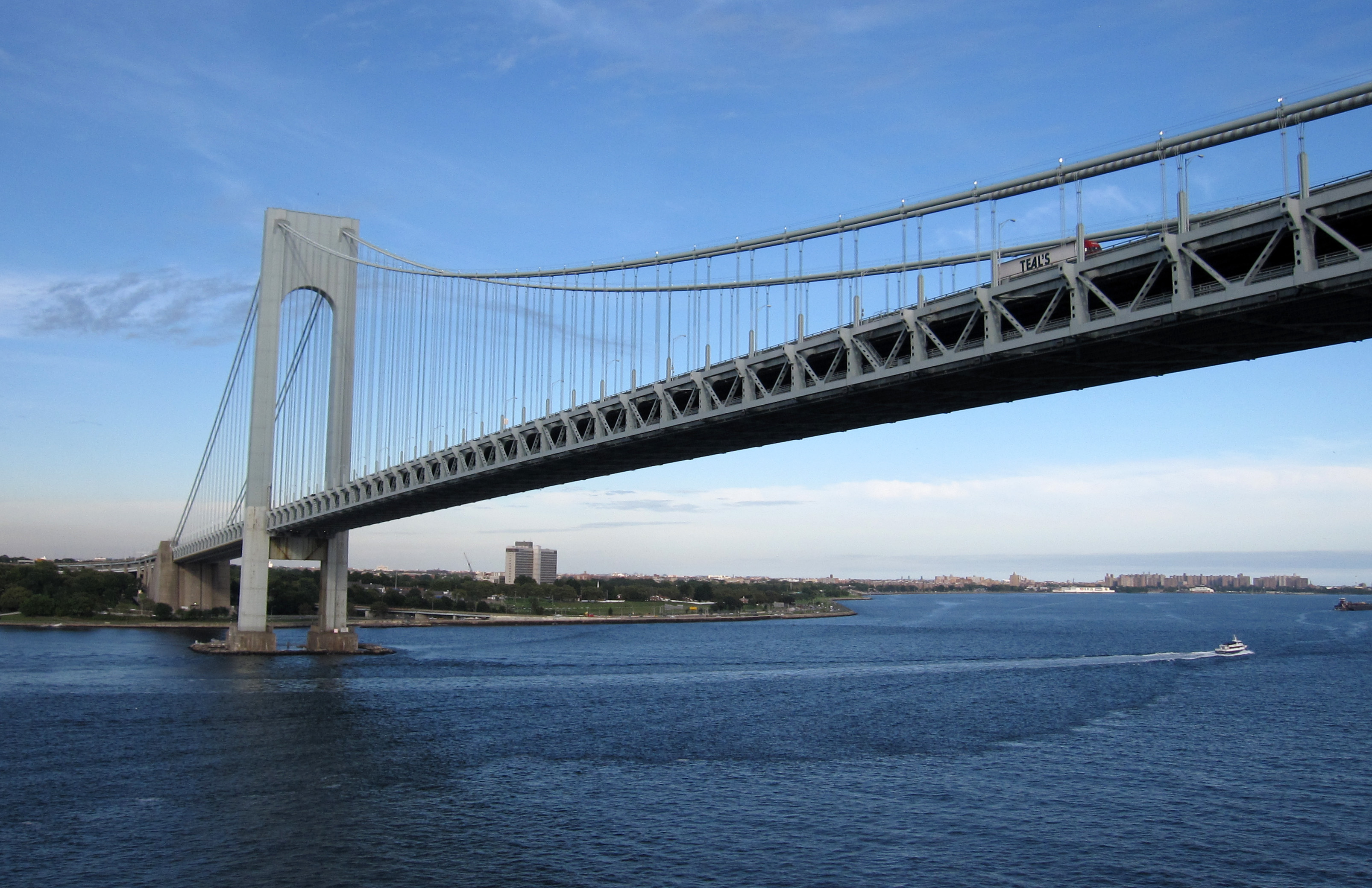
Verrazzano-Narrows Bridge

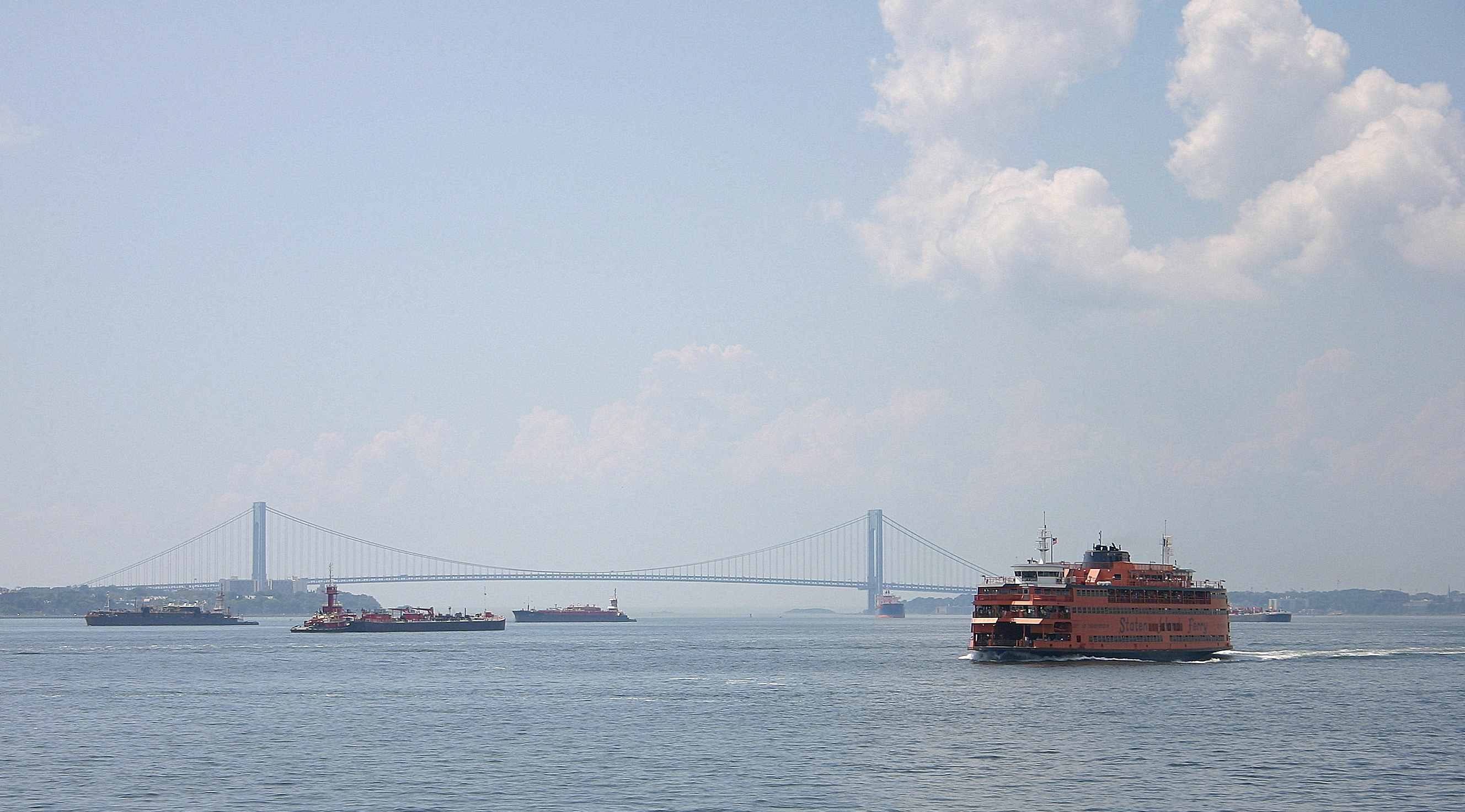
Staten Island Ferry vor der Verrazzano-Narrows Bridge

Erste Ideen, den zeitraubenden und vom Wetter abhängigen Fährverkehr durch eine feste Querung zu ersetzen, gehen auf 1888 zurück, als ein Eisenbahntunnel vorgeschlagen wurde. Eine 1910 vorgeschlagene, monumentale Stahlbogenbrücke mit einer Spannweite von 762 m (2500 ft) und einer lichten Höhe von fast 80 m scheiterte am Einspruch der Navy, die befürchtete, dass die Trümmer einer im Krieg zerstörten Brücke den Hafen von New York und die Schiffswerft der Navy in Brooklyn blockieren könnten. In den 1920er Jahren wurde ein U-Bahn-Tunnel begonnen, aber wegen der Kosten wieder aufgegeben. Eine von David B. Steinman 1926 vorgeschlagene Hängebrücke wurde ebenso wenig ausgeführt wie spätere Tunnelprojekte. Die Weltwirtschaftskrise und der Zweite Weltkrieg beendeten alle weiteren Planungen.
1946 begann Robert Moses, der Leiter der Triborough Bridge and Tunnel Authority (TBTA), sich für eine Hängebrücke einzusetzen, die billiger als eine Tunnellösung war. In den 1950er Jahren veranlasste Moses eine gemeinsame Studie durch die TBTA und die Port Authority of New York and New Jersey, in der 1955 der Bau der Throgs Neck Bridge, die Ausführung der zweiten Ebene der George Washington Bridge und eine Hängebrücke über die Narrows ähnlich der später gebauten vorgeschlagen wurde. Der Bau der Brücke war in New York nicht ohne Kontroversen, da für die weitläufigen Zufahrten auf der Brooklyner Seite der Brücke mehrere Häuserblocks beseitigt werden mussten. Zudem musste die 1812 auf einer Landzunge am Rand von Brooklyn errichtete Küstenbefestigung Fort Lafayette abgerissen werden, da sie den Pfeilern der Brückenzufahrt im Wege stand. 1957 wurden schließlich die Genehmigungen zum Bau der Brücke und zum Erwerb der benötigten Grundstücke erteilt. Die eigentliche Baugenehmigung erging 1959.
Mit der Planung wurde Ammann & Whitney beauftragt, das Büro des zu Baubeginn bereits achtzigjährigen schweizerisch-amerikanischen Bauingenieurs Othmar Ammann, der bereits eine Reihe der New Yorker Brücken geplant hatte, unter anderem die George Washington Bridge. Als Berater bezüglich der architektonischen Ausgestaltung der Pylone und Ankerblöcke wurde ihm ein Komitee aus den drei namhaften Architekten Aymar Embury II, J. B. Perkin und Edward Durell Stone zur Seite gestellt.
Die Bauarbeiten dauerten von 1959 bis 1964 und kosteten 320 Millionen US-Dollar. Zu Spitzenzeiten waren an der Brücke rund 1000 Personen gleichzeitig tätig, über die Bauzeit addiert waren es insgesamt rund 12.000 Personen. Für die Brücke wurden 142.000 t Baustahl, 25.000 t Betonstahl und 436.000 m³ Beton verwendet.
Die Eröffnung fand am 21. November 1964 statt. Wie von Anfang an geplant, hatte die Brücke zunächst nur das obere Deck in dem aus aerodynamischen und wirtschaftlichen Gründen bereits in voller Höhe ausgeführten Versteifungsträger, war aber darauf vorbereitet, später ein zweites Deck zu erhalten. Nach der ursprünglichen Schätzung der Verkehrsentwicklung war dies für das Jahr 1975 vorgesehen. Tatsächlich musste diese untere Etage bereits 1969 hinzugefügt werden.
2009 wurden die bisherigen Quecksilberdampflampen entlang der Tragkabel und des Fahrbahnträgers ersetzt durch LED-Lampen mit wesentlich geringerem Stromverbrauch.
Im März 2015 begann MTA, im oberen Deck leichtere orthotrope Platten als Grundlage für die Fahrbahn einzubauen, die aus China importiert werden.

## Wanderfalkenbrutplatz
Seit 1983 brüten Wanderfalken an der Brücke.

## Maut
Die Brücke ist mautpflichtig. Die Kosten hierfür beliefen sich 2018 für einen zweiachsigen Pkw auf 17 US-Dollar bei Zahlung auf Rechnung bzw. auf 11,52 US-Dollar mit dem E-ZPass. Wie alle Brücken in New York City ist auch die Verrazzano-Narrows Bridge seit 2017 „cashless“. D.h. eine Zahlung der Maut ist nicht mehr direkt möglich. Sofern kein E-ZPass im Fahrzeug angebracht ist, wird eine Rechnung an den Halter des Fahrzeuges geschickt.

## In der Kultur
Die Brücke ist unter anderem Handlungsort in den Spielfilmen
- Saturday Night Fever von John Badham (Alternativtitel: Nur Samstag Nacht) aus dem Jahr 1977,
- Requiem for a Dream des US-amerikanischen Regisseurs Darren Aronofsky von 2000 sowie
- The Tree of Life von Terrence Malick aus 2011.